# Larry Siegfried
Pour les articles homonymes, voir Siegfried.
Larry Siegfried, né le 22 mai 1939, à Shelby dans l'Ohio, et décédé le 14 octobre 2010 à Cleveland (Ohio), est un  joueur professionnel américain de basket-ball de la National Basketball Association (NBA).

## Biographie

### Carrière universitaire
Siegfried joua en NCAA pour l'Université Ohio State, évoluant avec les futurs Hall-of-Famers Jerry Lucas et John Havlicek. Il devint champion en 1960, et fut nommé en 1961 dans la « All-Tournament Team » du Final Four.
Siegfried, meneur scoreur junior et Joe Roberts, ailier senior, étaient deux joueurs titulaires en compagnie de trois sophomores, Lucas, Havlicek et le meneur Mel Nowell arrivé lors de la saison 1959-1960. Siegfried était aussi un excellent tireur de lancers-francs. Cocapitaine de l'équipe d'Ohio State de 1960, il joua un rôle clé dans la course au titre des Buckeyes.
Les cinq joueurs titulaires de cette équipe joueront plus tard en NBA, alors qu'il n'y avait que neuf équipes et onze joueurs par équipe à l'époque. Le futur entraîneur Bobby Knight était un joueur de réserve.
Lors de la saison 1960-1961, Siegfried était capitaine de l'équipe. L'équipe resta invaincue jusqu'au Final Four NCAA, où ils furent battus par Cincinnati. Nommé « All-Big Ten », Siegfried n'obtint pas la distinction de « All-American » qu'il aurait dû obtenir à cause de la présence de Lucas.

### Carrière NBA
Siegfried était considéré comme le prototype du meneur NBA à son époque. Les Royals de Cincinnati le sélectionnèrent avec le premier choix en 1961 pour l'associer à Oscar Robertson dans la ligne arrière. Siegfried ne jouera pas à Cincinnati. Il rejoignit les Cleveland Pipers en American Basketball League. L'équipe, détenue par le futur patron des « Yankees »  George Steinbrenner et entraînée  par John McLendon et Bill Sharman, remporta le titre de champion de cette ligue professionnelle lors de la saison 1961-1962. Dick Barnett et Connie Dierking étaient alors les stars de l'équipe. Siegfried était juste un joueur de complément.
Quand la ABL disparut l'année suivante, les Hawks de Saint-Louis ont acquis ses droits, mais s'en séparèrent très vite. Siegfried envisagea de prendre sa retraite, pour devenir entraîneur de lycée et instituteur avant que son ancien coéquipier Havlicek ne convainque l'entraîneur Red Auerbach de lui faire passer un essai aux Celtics de Boston. Gagnant sa confiance petit à petit, Siegfried prouva qu'il pouvait être un bon choix. Il pouvait devenir le remplaçant idéal derrière John Havlicek et Sam Jones dans les lignes arrières. Sa défense et son tir aux lancers-francs deviendront des éléments décisifs dans la conquête des titres NBA pour Boston en 1968 et 1969.
Le speaker de Boston Johnny Most soulignait souvent sa défense tenace, l'appelant « Ziggy's in his shirt tonight » pour décrire Siegfried.
Siegfried joua ses sept premières saisons professionnelles avec les Celtics de Boston, remportant cinq bagues de champions durant cette période. Il fut leader de la NBA au pourcentage de lancers-francs lors des saisons 1965-1966 et 1968-1969. Siegfried passa ses deux dernières saisons de sa carrière avec les Rockets de Houston et les Hawks d'Atlanta.

## Palmarès
- NCAA College Basketball AP All-America Third Team en 1961[2]
- Champion NCAA en 1960 avec les Buckeyes d'Ohio State
- Champion NBA en 1964, 1965, 1966, 1968 et 1969 avec les Celtics de Boston

## Pour approfondir